# 사우스케임브리지셔

사우스케임브리지셔의 위치

사우스케임브리지셔(영어: South Cambridgeshire)는 잉글랜드 케임브리지셔주에 위치한 비도시 자치구로 중심 도시는 캠본이며 인구는 153,281명(2014년 기준), 면적은 901.63km2이다.